# Ivan Krampač
Ivan Krampač, slovenski zdravnik internist, * 5. maj 1923, Hotiza, † 2000, Maribor.
Diplomiral je leta 1949 na ljubljanski medicinski fakulteti, opravil 1955 specialistični izpit iz interne medicine ter 1974 doktoriral na beograjski medicinski fakulteti. Leta 1987 je  bil izvoljen za rednega profesorja na Medicinski fakulteti v Ljubljani. Usmeril se je v revmatologijo in se strokovno izpopolnjeval v Gradcu, Zürichu in Frankfurtu. V okviru internega oddelka bolnišnice v Mariboru, katerega primarij je bil 12 let, je leta 1957 ustanovil in vodil revmatološki oddelek s fizikalno terapijo in ambulanto. V domači in tuji literaturi je objavil več medicinskih razprav. Napisal je poljudno delo Revmatizem. Njegova bibliografija obsega 26 zapisov.

## Izbrana bibliografija
- Hospitalna problematika starostnika in kroničnega bolnika (COBISS)
- Komparativna raziskava klinične učinkovitosti indometacina, ibuprofena in klofezona pri zdravljenju revmatoidnega artritisa (COBISS).